# Julius Lohmeyer

Julius Lohmeyer

Julius Lohmeyer (* 6. Oktober 1835 in Neisse; † 24. Mai 1903 in Charlottenburg) war ein deutscher Schriftsteller.

## Leben und Wirken
Julius Lohmeyer war ein Sohn des Apothekers Carl Leopold Lohmeyer und dessen Ehefrau Franziska (1812–91), geborene Engler. Er studierte Naturwissenschaften und Pharmazie in Breslau und übernahm die Leitung der Königlichen Hofapotheke in Elbing. Er veröffentlichte patriotische Gedichte in der Zeitschrift Kladderadatsch, wurde ständiger Mitarbeiter des Blattes und gehörte bis 1873 der Leitung an. 1868 zog er nach Berlin. 1872 gründete er die Zeitschrift Die deutsche Jugend, die vom preußischen Unterrichtsministerium gefördert und als pädagogisch wertvoll empfohlen wurde. Dazu schreibt Johannes Trojan:

„Dieses Jugendblatt, das eine damals ganz neue Art von Jugendlitteratur darstellte und für alles, was später auf diesem Gebiet erschien, vorbildlich geworden, kann als das eigentliche Lebenswerk Lohmeyers angesehen werden. … Es war ein in jeder Hinsicht gutes Blatt, das auch Erwachsene mit Interesse und Vergnügen lesen konnten. Es ist schwer zu begreifen, … daß dieses Blatt sich doch auf die Dauer nicht halten konnte. Es deckte die Kosten nicht, und der Verleger … ließ es fallen.“

Die Zeitschrift bestand bis 1893, eine Volksausgabe unter dem Titel Deutscher Jugendschatz für Knaben und Mädchen erschien in 18 Bänden von 1872 bis 1888. Mitarbeiter der Zeitschrift waren bekannte Autoren wie Theodor Storm, Felix Dahn, Julius Sturm, Julius Stinde und Heinrich Seidel. 1878 gründete er die humoristische Zeitschrift Schalk, die bis 1887 erschien. Seit 1898 gab er die Reihe Julius Lohmeyer's Vaterländische Jugendbücherei für Knaben und Mädchen heraus, von der 28 Bände erschienen. Mit dem Ziel der Verbreitung wissenschaftlicher und technischer Kenntnisse durch allgemeinverständliche Darstellungen gründete er 1901 die Deutsche Monatsschrift für das gesamte Leben der Gegenwart. Seine nationalistische ("vaterländische") Gesinnung wird deutlich sichtbar in der Gründung der Freien Vereinigung für eine starke deutsche Flotte, die den Ausbau der deutschen Seestreitkräfte unterstützen sollte. Bedeutung und Einfluss hat er vor allem als Jugendschriftsteller gehabt. Er schrieb eine Vielzahl von Romanen, Erzählungen und Gedichten für die Jugend, die zum Teil von bekannten Künstlern wie Ludwig Richter, Fedor Flinzer, Oscar Pletsch, Carl Röchling und Richard Knötel illustriert wurden. Lohmeyer war Mitglied im Allgemeinen Deutschen Reimverein und dichtete dort unter dem Pseudonym Heinrich Janke-Weimar. Sein Grab befindet sich in Berlin auf dem Luisenfriedhof III.

## Werke (in Auswahl)
- Künstlerfestspiele. Stilke, Berlin 1878. (Digitalisat)
- Komische Thiere. Ein lustiges Bilderbuch. Verlag von Carl Flemming, Glogau 1880
- Gedichte eines Optimisten. Liebeskind, Leipzig 1885. (Digitalisat)
- Fragemäulchen, ein Bilderbuch. Meissner, Leipzig 1885. (Mit Carl Röhling)
- Lustige Kobold-Geschichten für die Kinderwelt. Flemming, Glogau 1885
- Mein Vaterhaus . Ein heiteres Kindertagebuch. Mit Zeichnungen von Julius Kleinmichel. Leipzig: Meissner & Buch, Leipzig 1887. (Digitalisat)
- Die Bescheidenen. Novellen. Reißner, Dresden und Leipzig 1893
- Kinderlieder und -Reime. Komische Tiergeschichten und Abenteuer für die kleine Welt. Grieben, Leipzig 1897
- Humoresken. Freund & Jeckel, Berlin 1899
- Junges Blut. 6 Erzählungen für die Jugend. Union, Stuttgart 1901
- Jugendwege und Irrfahrten. 7 Erzählungen für die Jugend. Union, Stuttgart 1901
- Der Tierstruwwelpeter. Ein lustiges Buch für das kleine Volk. Mit Reimen von Julius Lohmeyer und Bildern von Fedor Flinzer. Wiskott, Breslau 1887. (Digitalisat) 5. Aufl. Lindner, Leipzig 1910.
- Der Geissbub von Engelberg. Heath, Boston 1905. (Digitalisat)

## Herausgeberschaft
- Ein Kriegsgedenkbuch aus dem Kladderadatsch. Herausgegeben von Johannes Trojan und Julius Lohmeyer. Wiskott, Breslau 1891. (Digitalisat)
- Zur See, mein Volk! Die besten See-, Flotten-Lieder und Meerespoesien für Haus und Schule, vaterländische Vereine und Feste gesammelt. Breitkopf & Härtel, Leipzig 1900
- Auf weiter Fahrt: Selbsterlebnisse zur See und zu Lande. Herausgegeben von Julius Lohmeyer. Dieterich, Leipzig 1901. Teilweise mit Reihentitel Deutsche Marine- und Kolonialbibliothek. Mindestens sechs Bände bis 1909. Fortgeführt von Georg Wislicenus bei Wilhelm Weicher, Leipzig. Volksausgabe bearbeitet von G. Gramberg.

## Einzelnachweis
1. ↑  StA Charlottenburg I, Sterbeurkunde Nr. 327/1903

| Personendaten    | Personendaten            |
| ---------------- | ------------------------ |
| NAME             | Lohmeyer, Julius         |
| KURZBESCHREIBUNG | deutscher Schriftsteller |
| GEBURTSDATUM     | 6. Oktober 1835          |
| GEBURTSORT       | Neisse                   |
| STERBEDATUM      | 24. Mai 1903             |
| STERBEORT        | Charlottenburg           |